# Physical Culture on the Quarter Circle V Bar
Physical Culture on the Quarter Circle V Bar è un cortometraggio muto del 1913 diretto e interpretato da William Duncan.

## Produzione
Il film fu prodotto dalla Selig Polyscope Company

## Distribuzione
Distribuito dalla General Film Company, il film - un cortometraggio in una bobina - uscì nelle sale cinematografiche statunitensi l'11 dicembre 1913.